# Gęsianka
Gęsianka (prononciation : [ɡɛ̃ˈɕanka]) est un village polonais de la gmina de Dobre dans le powiat de Mińsk de la voïvodie de Mazovie dans le centre-est de la Pologne.
Il se situe à environ 6 kilomètres au sud-ouest de Dobre (siège de la gmina), 12 kilomètres au nord de Mińsk Mazowiecki (siège du powiat) et à 43 kilomètres à l'est de Varsovie (capitale de la Pologne).

## Histoire
De 1975 à 1998, le village appartenait administrativement à la voïvodie de Siedlce.